# Fustis gregerseni
Fustius gregerseni là một loài bướm đêm thuộc họ Erebidae. Nó được tìm thấy ở miền tây Thái Lan.
Sải cánh dài khoảng 14.5 mm. 